# Attentat de Pensacola
L'attentat de Pensacola est survenu le matin du 6 décembre 2019 lorsqu'une attaque terroriste s'est produite à la Naval Air Station Pensacola à Pensacola, en Floride, aux États-Unis,,. L'agresseur a tué trois hommes et en a blessé huit autres,,. Le tireur a été tué par les adjoints du shérif du comté d'Escambia après leur arrivée sur les lieux. Il a été identifié comme étant Mohammed Saeed Alshamrani, un étudiant en aviation d'Arabie saoudite,.
Le FBI a enquêté sur l'affaire en tant qu'incident de terrorisme présumé, tout en recherchant le motif de l'attaque. Le 13 janvier 2020, le ministère de la Justice a déclaré avoir officiellement classé l'incident comme un acte de terrorisme, motivé par "l'idéologie djihadiste".
Le 2 février 2020, al-Qaïda dans la péninsule arabique a revendiqué la responsabilité de la fusillade. Dans un enregistrement audio, l'émir du groupe basé au Yémen Qasim al-Raymi (en) a déclaré qu'ils avaient ordonné à Alshamrani de mener l'attaque. Le 18 mai 2020, le FBI a corroboré les affirmations.